# Szemere Miklós (diplomata)
Szemerei Szemere Miklós (Kisazar, 1856. április 21. – Bécs, 1919. augusztus 20.) magyar író, jogász, diplomata, császári és királyi kamarás, lótenyésztő, országgyűlési képviselő.

## Élete
Szemere István és oroszlánosi Töröss Mária fia. Tanulmányait a bécsi Tereziánumban, majd Budapesten, Genfben, Kolozsvárt, Londonban és Oxfordban végezte. Budapesti egyetemi hallgató korában tagja volt annak a diákküldöttségnek, amely 1876-ban Abdul Kerim basának a magyar ifjúság díszkardját vitte. Tanulmányainak befejezése után a diplomáciai pályára lépett és azon tíz évig működött a monarchia párizsi, szentpétervári és római nagykövetségeinél.
Midőn a diplomáciai pályától visszavonult, közgazdasági ügyekben keletre utazott. Ezután állandóan Budapesten lakott s a helyi előkelő társaságban vezérszerepet vitt. Ő elevenítette fel a Wesselényi vívókört. Több röpiratával közfeltűnést keltett. 1897-ben ő mondta a Nemzeti Casino Széchenyi-bankettjén a pohárköszöntőt, amely közbeszéd tárgya lett. Az 1896. évi általános választásnál a krassói választókerületben lépett fel, de az ellenfél erőszakoskodása láttára visszalépett és a politikai életben nem szerepelt, hanem majdnem kizárólag lótenyésztéssel foglalkozott. Híres magyar versenyistálló tulajdonos volt. 1903-tól Pusztaszentlőrincen lövőháza állt, melyben nagy céllövő versenyeket rendezett.
1901-ben a tasnádi kerület választotta képviselőnek szabadelvű programmal. A Szabadelvű Pártból 1904 végén kilépett és a disszidensekhez csatlakozott. 1905-ben az időközi választáskor és az 1906. évi általános választások alkalmával a köbölkúti kerület mandátumát nyerte el. Az alkotmánypárt híve, s tagja volt a véderő bizottságnak. Bírta a Medzsidije, Szent Lázár és Szent Móric rendeket.

## Magánélete
A század végén a pesti éjszakában közismert volt hazárd-és kártyajáték szeretetéről, az Európa-hírű király utcai Kék Macska mulató-és bordélyház rendszeres vendége.
A japán eredetű cselgáncs magyarországi meghonosítója, az ő meghívására érkezett Budapestre 1906-ban Kano Dzsigoro egyik tanítványa, Kicsiszaburo Szaszaki (Sasaki Kichisaburo) mester, aki a BEAC sportegyesületben megkezdte a sport oktatását és népszerűsítését.

## Művei
- Fair play. Budapest, 1896. (Röpirat).
- Fiatal véreim. Uo. 1897.
- Széchenyi pohárköszöntő. Uo. 1897.
- Ideál. Uo. 1898. (Előszó. Szabadkőmívesség. Sajtó. Judaizmus. Szoczializmus).
- Négy országgyűlési beszéd. Uo. 1902. (Homstead. Az ifjúság nevelése. Ujságíró iskola. Honvédelmi nevelés. Németül: Uo. 1902).
- Országgyűlési beszéd a hadseregről 1903. febr. 27. Uo. (Németül. Uo.).
- A fenséges uralkodóház figyelmébe. Uo. 1903.
- Az osztrák-magyar-görög konvencioról. Interpellácio a delegációban 1903. decz. 15. Uo.
- A hármas szövetségről. (Beszéd a delegációban 1904. márcz. 6.). Uo. (Németül és francziául is).
- Pohárköszöntő. (Gróf Eszterházy Ferenczre és Kisfaludy Sándorra Tatán, 1904. márcz. 6.). Uo.
- Civillista és politika. Budapest, Hornyánszky Viktor, 1904.
- Sántha Dezső pártelnökhöz Tasnádon. (Nyílt levél a szabadelvű pártból való kilépéséről 1904.) Uo.
- A széki kerület választó polgáraihoz. Budapest, Hornyánszky Viktor, 1905. jan. 12.
- Ave Caesar. Budapest, Légrády Nyomda, 1906. (Különnyomat a Pesti Hírlapból. Németül: Uo. 1906).
- Szózat a köbölkuti kerület választóihoz. Budapest, Hornyánszky Viktor, 1906. márcz. 5.
- Tények logikája. Uo. 1906. márcz. 25. Uo. 1906.
- Szózat a köbölkuti kerület választóihoz. Uo. 1906. ápr. 15.
- Pohárköszöntő. (Elmondotta franczia nyelven az általa a két delegációnak a bécsi Sacher-kertben adott díszlakomán 1906. jún. 15.). Uo.
- Felszólalások Bécsben. (A delegáczióban 1906.) Uo.
- Sürgős interpellácziója a sajtóügyben a miniszterelnökhöz 1906. okt. 10. Uo. 1906.
- Delegációban tartott beszéde a Balkánról 1906. dec. 21. Uo. (Németül Uo.).
- Szóimádás. Esztergom, 1907. szept. 1. (Röpirat).
- Gr. Batthyányi Elemér érdemei. Bpest. (Beszéd a lovaregylet közgyűlésén 1907. decz. 14).
- Külügyi beszéd a delegációban 1908. febr. 8. Uo.
- Hadügyi interpelláció a delegációban 1908. febr. 11. Uo.
- Tengerészeti beszéd a delegációban. 1908. febr. 14. Uo. (Franciául is).
- Lovaregyleti tagtársaimhoz! Uo. 1908. ápr. 3. (Németül is).
- A választókhoz: beszéd. Budapest, Hornyánszky Viktor, 1910.
- Általános választójog – nők nélkül. Budapest, Élet Nyomda, 1912.
- Szemere Miklós külpolitikai nyilatkozatai. 1903-1918. Budapest, A Cél, 1918.

## Emlékezete
- Budapest XVIII. kerületében utca, és két telep őrzi a nevét. (Miklóstelep, Szemere-telep.)
- Krúdy Gyula róla mintázta Alvinczi Eduárd alakját A vörös postakocsi, Őszi utazások a vörös postakocsin és Valakit elvisz az ördög c. regényeiben.[5]